# تولد آمریکا
تولد آمریکا (انگلیسی: Birth of America) یک بازی جنگی است که توسط پارادوکس فرانسه ساخته شده‌است.

## بازخوردها
| گردآورنده | امتیاز |
| --------- | ------ |
| متاکریتیک | 71/100 |

| ناشر                 | امتیاز |
| -------------------- | ------ |
| یوروگیمر             | 7/10   |
| گیم‌اسپات             | 6.9/10 |
| پی‌سی گیمر (بریتانیا) | 71%    |
| پی‌سی زون             | 70%    |

این بازی به دست بازبینی جمعی در سایت متاکریتیک نقدهای متوسطی گرفته‌است.